# Войвож (приток Кыръюги)
Войвож (устар. Вой-Вож) — река в России, протекает по Республике Коми, течёт по территории городского округа Усинск. Устье реки находится на высоте 33 м над уровнем моря в 8 км по левому берегу реки Кыръюга. Длина реки составляет 13 км. Площадь водосборного бассейна — 72,2 км².

## Данные водного реестра
По данным государственного водного реестра России относится к Двинско-Печорскому бассейновому округу, водохозяйственный участок реки — Печора от впадения реки Уса до водомерного поста Усть-Цильма, речной подбассейн реки — бассейны притоков Печоры ниже впадения Усы. Речной бассейн реки — Печора.
Код объекта в государственном водном реестре — 03050300112103000073263.